# Cilinder (meetkunde)

Cilinder met hoogte h en een grondvlak met straal r

Een cilinder in enge zin is een meetkundig lichaam met een cirkelvormig grondvlak en evenwijdig aan het grondvlak overal dezelfde cirkelvormige doorsnede met alle middelpunten op een rechte, de as. Als de as loodrecht op het grondvlak staat spreekt men van een rechte cilinder of rol. De naam 'cilinder' komt van het Griekse κυλινδειν (kulindein), wat rollen betekent. Een rechte cilinder is rotatiesymmetrisch om de as met betrekking tot draaiing over elke hoek (cilindersymmetrie).
In een algemenere definitie van cilinder kan het grondvlak, in plaats van een cirkel, een willekeurige figuur zijn.

## Wiskundige achtergrond

Het oppervlak van alle typen cilinders heeft geen Gaussiaanse kromming en kan afgerold worden tot een plat vlak

In de meetkunde wordt de cirkelcilinder (cilinder in enge zin) gedefinieerd als de verzameling punten die alle dezelfde afstand hebben tot een gegeven lijn (de as).
Dit kan gegeneraliseerd worden. Het meest algemeen kan een cilinder gedefinieerd worden als de verzameling punten
{\displaystyle u+\lambda \delta },
met {\displaystyle u} in een deelverzameling {\displaystyle U} van een vlak {\displaystyle W}, en {\displaystyle \delta } is de richtingsvector (een eenheidsvector, die een richting bepaalt, niet in het vlak).
De figuur heeft continue translatiesymmetrie: de symmetriegroep bevat voor elke reële {\displaystyle \lambda } de vector {\displaystyle \lambda \delta }. De doorsnede van de figuur met een vlak evenwijdig aan {\displaystyle W} is een translatie van  {\displaystyle U}, en dus ook congruent aan {\displaystyle U}.
Als {\displaystyle U} bestaat uit de punten van een gesloten Jordan-kromme dan verdeelt de cilinder de rest van de ruimte in die binnen en buiten de cilinder.
{\displaystyle U} kan bijvoorbeeld ook een kegelsnede zijn. Dit valt voor wat betreft de cirkel en de ellips onder het voorgaande (gesloten Jordan-kromme), maar voor wat betreft de parabool en de hyperbool niet.

## Voorbeelden op basis van kegelsneden
Als {\displaystyle U} een kegelsnede is, gegeven door een kwadratische vergelijking in x en y, dan heeft de bijhehorende cilinder met richtvector loodrecht op {\displaystyle W} dezelfde vergelijking. Het is een gedegenereerd kwadratisch oppervlak (een met een vergelijking waarin een van de drie coördinaten niet voorkomt): de cirkelcilinder, de elliptische cilinder, de hyperbolische cilinder en de parabolische cilinder.
Het oppervlak van een cirkel heeft een Gaussiaanse kromming van 0, daarom kunnen we van een vlak vel papier een cilinder maken. In het geval van een bol of andere gebogen oppervlakken is dat niet mogelijk. Voor het maken van landkaarten worden daarom wel cilinderprojecties gemaakt, of kegelprojecties. Punten op een bol worden geprojecteerd op oppervlakten zonder intrinsieke kromming zoals de kegel of de cilinder, waarna deze oppervlakten worden uitgerold.

#### Elliptische cilinder
{\displaystyle \left({\frac {x}{a}}\right)^{2}+\left({\frac {y}{b}}\right)^{2}=1}
Als a en b aan elkaar gelijk zijn krijgen we de cirkelcilinder.

#### Hyperbolische cilinder
{\displaystyle \left({\frac {x}{a}}\right)^{2}-\left({\frac {y}{b}}\right)^{2}=1}

#### Parabolische cilinder
{\displaystyle x^{2}+2ay=0}.

## Begrenzing door twee evenwijdige vlakken
We kunnen de cilinder begrenzen door twee evenwijdige vlakken (die een lijn in de richting van de richtingsvector snijdt). {\displaystyle W} is bijvoorbeeld het ene vlak, dat we het grondvlak noemen, en het andere is het bovenvlak.. De afstand tussen beide vlakken is de hoogte. Als de vlakken loodrecht op de richtingsvector staan spreken we van een rechte cilinder, anders van een scheve cilinder. Naast figuren gebaseerd op de bovenstaande voorbeelden is nog een voorbeeld het (rechte of scheve) prisma.
Voor zover van toepassing is de inhoud van de cilinder de oppervlakte van {\displaystyle U} vermenigvuldigd met de hoogte van de cilinder, en de oppervlakte (exclusief boven- en ondervlak) de lengte van {\displaystyle U} vermenigvuldigd met de "afstand" tussen beide vlakken gemeten in de richting van de richtingsvector.
Als een (rechte of scheve) cirkelcilinder een hoogte {\displaystyle h} heeft, en het grondvlak een straal {\displaystyle r}, dan is het volume {\displaystyle V} van de cilinder gelijk aan:
{\displaystyle V=\pi \cdot r^{2}\cdot h}
Uitgedrukt in de diameter {\displaystyle D=2r} is:
{\displaystyle V={\tfrac {1}{4}}\pi \cdot D^{2}\cdot h}
Het oppervlak {\displaystyle A} van een rechte open cirkelcilinder is gelijk aan:
{\displaystyle A=2\pi \cdot r\cdot h}
Het oppervlak van een aan de onder- en bovenzijde afgesloten rechte cirkelcilinder is gelijk aan het oppervlak van het buisgedeelte plus de twee grondvlakken:
{\displaystyle A=2\pi \cdot r^{2}+2\pi \cdot r\cdot h=2\pi \cdot r(r+h)}

### Voorbeeldberekening inhoud (rechte of scheve) cirkelcilinder
Als een cilinder een diameter van {\displaystyle D=9\,{\text{cm}}} en een hoogte van {\displaystyle h=13\,{\text{cm}}} heeft, dan is de straal:
{\displaystyle r={\frac {D}{2}}={\frac {9}{2}}=4{,}5\,{\text{cm}}}
Het volume wordt dan:
{\displaystyle V=\pi \cdot r^{2}\cdot h=\pi \cdot (4{,}5)^{2}\cdot 13=\pi \cdot 20{,}25\cdot 13=\pi \cdot 263{,}25\approx 827{,}03\,{\text{cm}}^{3}}
Voorbeeld van JoJoschool.

## Cilinders in de complexe ruimte
In de complexe driedimensionale ruimte hebben we bijvoorbeeld ook de imaginaire elliptische cilinder:
{\displaystyle \left({\frac {x}{a}}\right)^{2}+\left({\frac {y}{b}}\right)^{2}=-1}

## Specifieke benaming
- De 'cilinders' in een verbrandingsmotor, waar de zuigers in heen- en weer bewegen, zijn inderdaad cilindervormig. Het totale volume van alle cilinders van een verbrandingsmotor wordt cilinderinhoud genoemd en meestal uitgedrukt in cc of liters.
- Hydraulische cilinders worden ook vaak kortweg "cilinders" genoemd
- Lange, rechte buizen, zoals gebruikt voor waterleidingen, gasleidingen etc. zijn cilindervormig.